# Salbertrand
Salbertrand ist eine Gemeinde in der italienischen Metropolitanstadt Turin (TO), Region Piemont. Sie ist Mitglied der Bergdorfgemeinschaft Comunità Montana Alta Valle di Susa. 

## Lage und Einwohner
Salbertrand liegt 80 km westlich von Turin. Der Ort liegt im Susatal direkt an der Dora Riparia auf einer Höhe von 1.032 m über dem Meeresspiegel. Das Gemeindegebiet umfasst eine Fläche von 40 km² und hat619 Einwohner (Stand 31. Dezember 2023). 
Die Nachbargemeinden sind Exilles, Oulx und Pragelato.

## Geschichte
Salbertrand wird zum ersten Mal als Sala Bertani im kaiserlichen Diplom Ottos III. vom 31. Juli 1001 erwähnt. Der Name erscheint wieder, umgewandelt in Salabertani, am 9. Juli 1029 in der Urkunde, mit der der Marquis von Turin, Olderico Manfredi, und seine Ehefrau Berta d’Este spendet an die Abtei San Giusto (Susa).
Ab der zweiten Hälfte des 11. Jahrhunderts war Salbertrand Teil der Dauphiné und dann des Königreichs Frankreich sowie Mitglied der örtlichen Verwaltungsgemeinschaft des Escarton von Oulx zusammen mit den anderen Städten des oberen Tals, die flussaufwärts davon lagen Stadt Gravere. Mit der Unterzeichnung des Friedens von Utrecht im Jahr 1713 wurden die Ländereien der Dauphiné diesseits der Alpenwasserscheide an die Savoyer abgetreten.
Eine Schlacht, die am 3. September 1689 in Salbertrand gegen die Franzosen ausgetragen wurde, ermöglichte es den Anhängern von Pietro Valdo, nach ihrer Rückkehr aus ihrem Exil in der Schweiz weiter in Richtung ihrer Heimattäler Chisone und Pellice zu ziehen. Dieses Ereignis, das wichtigste der sogenannten Glorieuse Rentrée, wird auf der Gedenktafel erinnert, die, kuratiert von der Gemeinde und der Gesellschaft für Waldenserstudien, anlässlich des 300. Jahrestages der Schlacht in der Nähe der Chenebières angebrachte Brücke.
Die San Giovanni Battista geweihte Pfarrkirche wird bereits im Jahr 1057 in der Schenkungsurkunde des Markgrafen Oddone von Savoyen und seiner Frau Gräfin Adelaide von Susa der neuen Propstei San Lorenzo di Oulx erwähnt. Aufgrund ihrer komplexen Architektur und prächtigen Fresken aus dem frühen 16. Jahrhundert wird sie von Savi als „die künstlerisch reichste und vollständigste Kirche im gesamten oberen Susa-Tal“ bezeichnet.
Im Dorf sind zwei imposante Steinbrunnen, auf denen das Datum ihrer Installation zu sehen ist. Der monumentalen Brunnen mit rechteckigem Becken in der Via Roma von 1524, ein Denkmal, das später auch im mittelalterlichen Dorf Turin reproduziert und kürzlich vollständig restauriert wurde. Und aus dem Jahr 1525 auf der Piazza San Rocco.

## Galerie

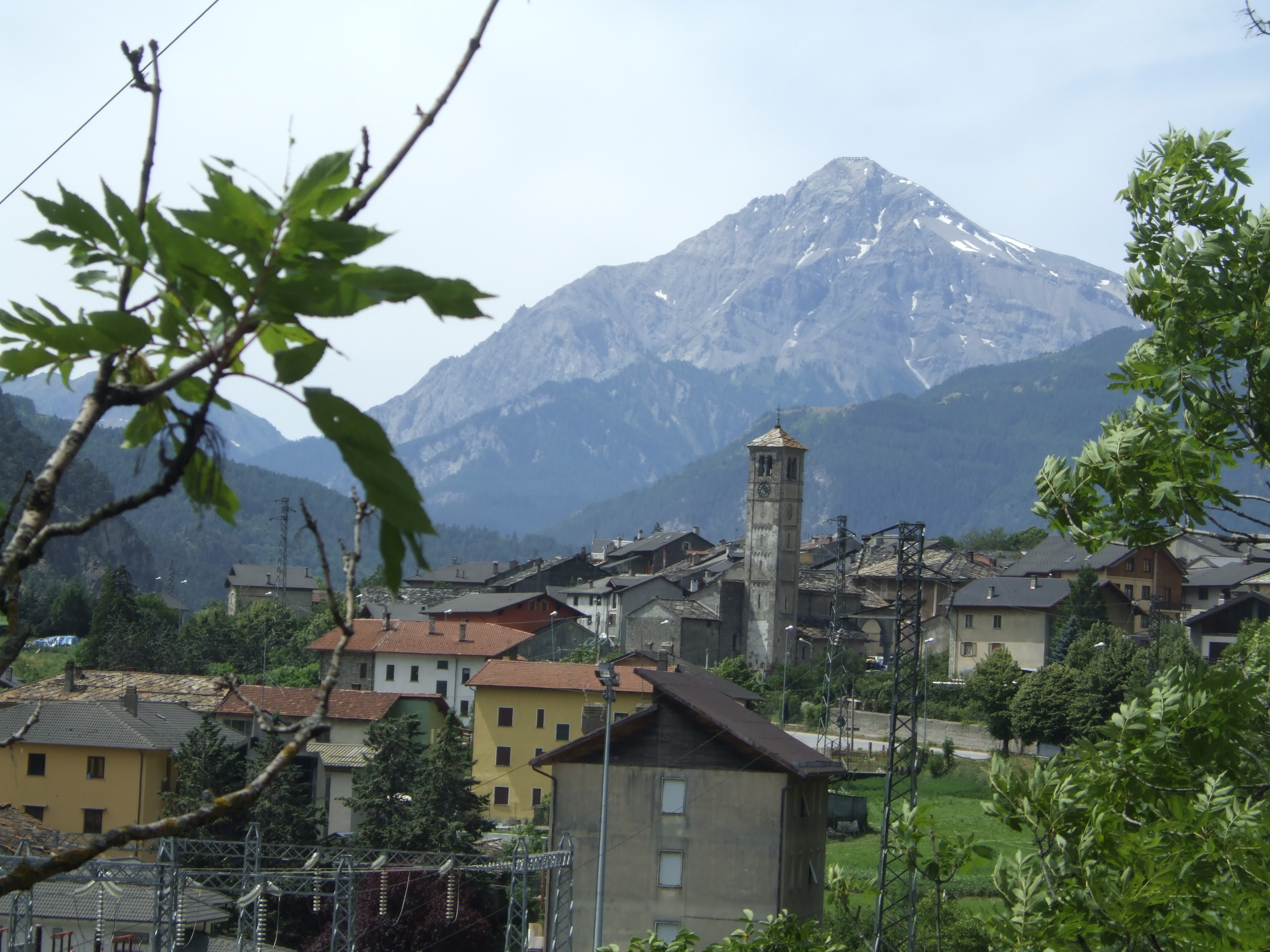
Panorama
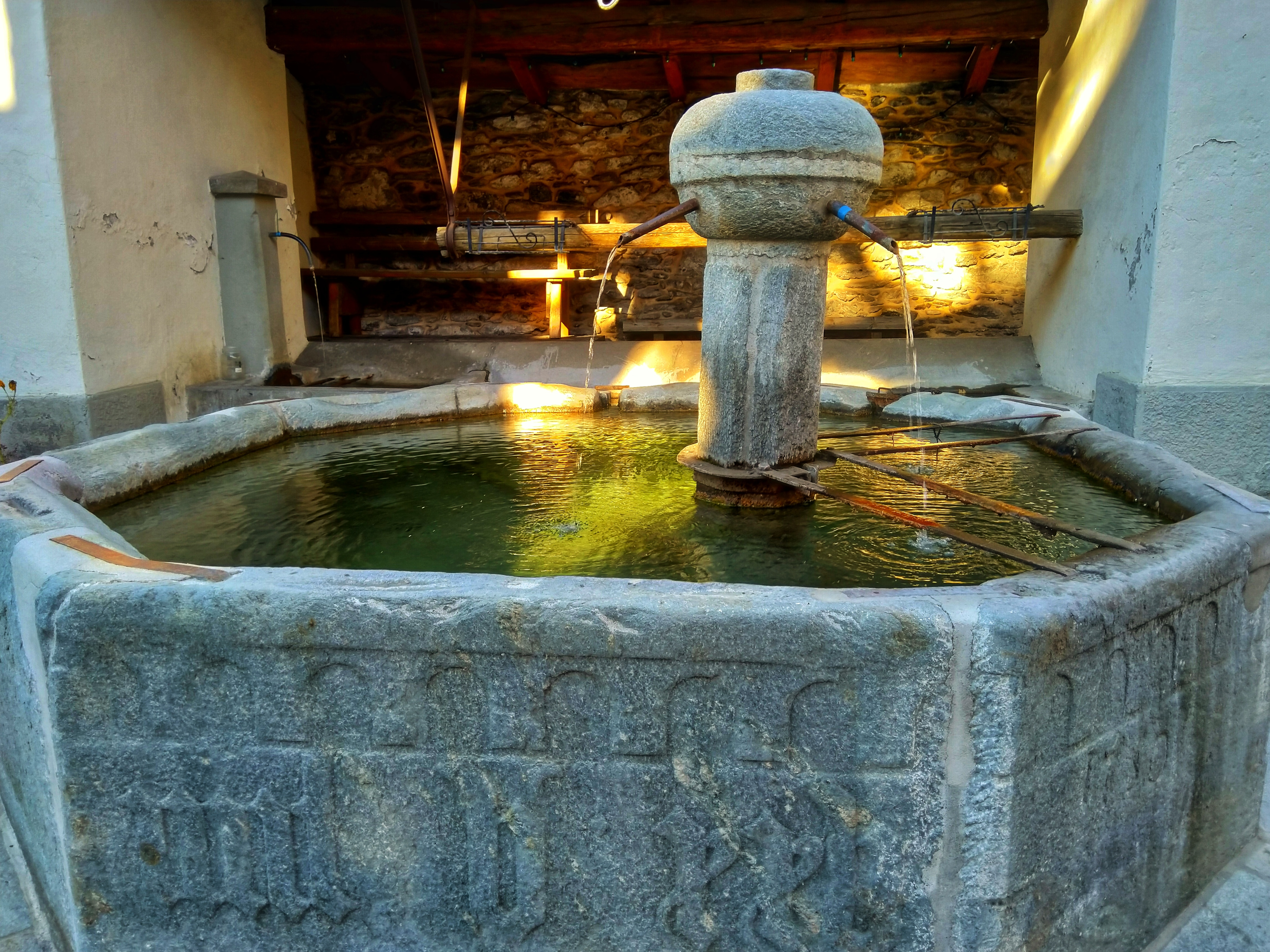
Brunnen von 1524
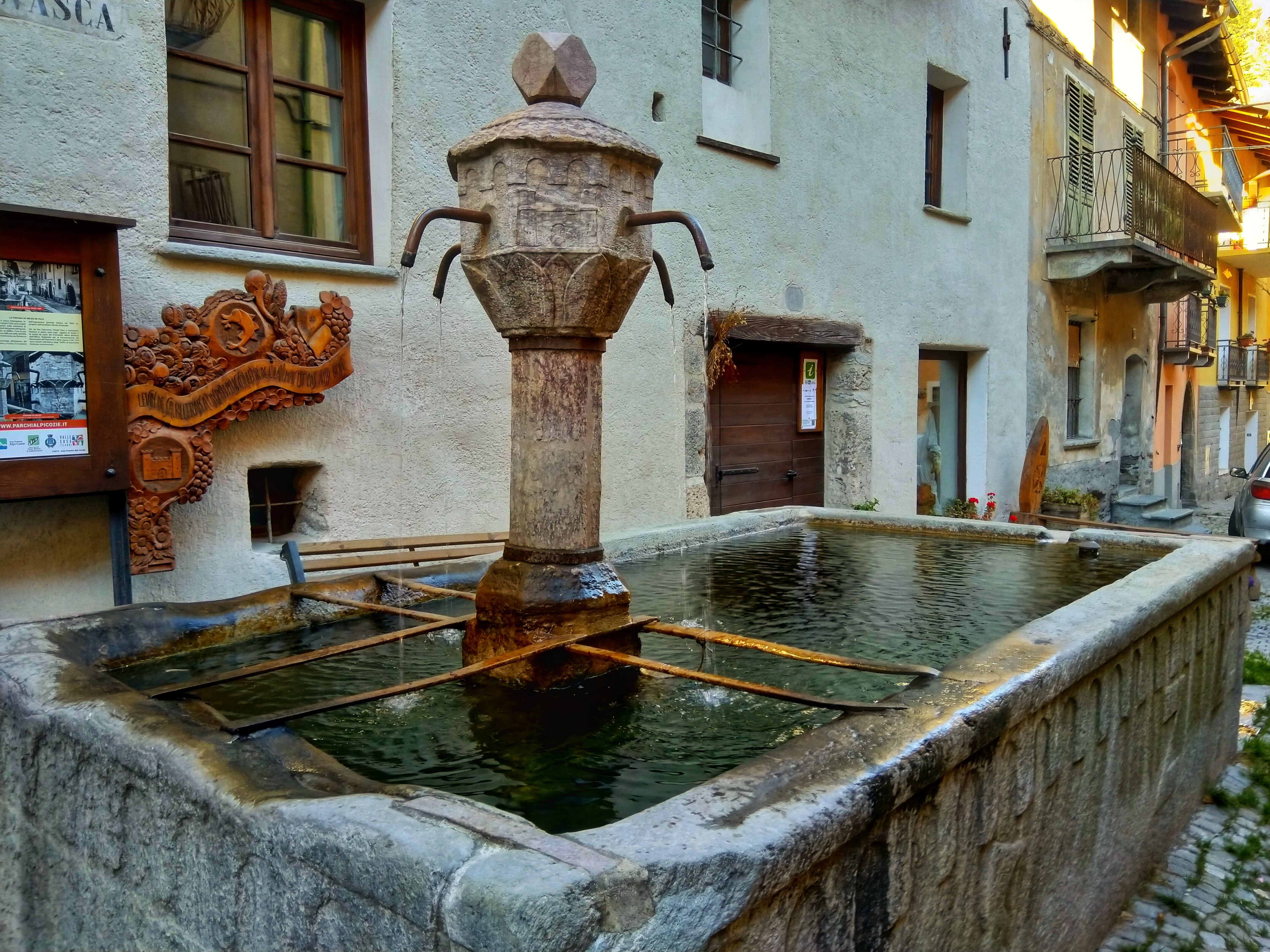
Brunnen von 1525
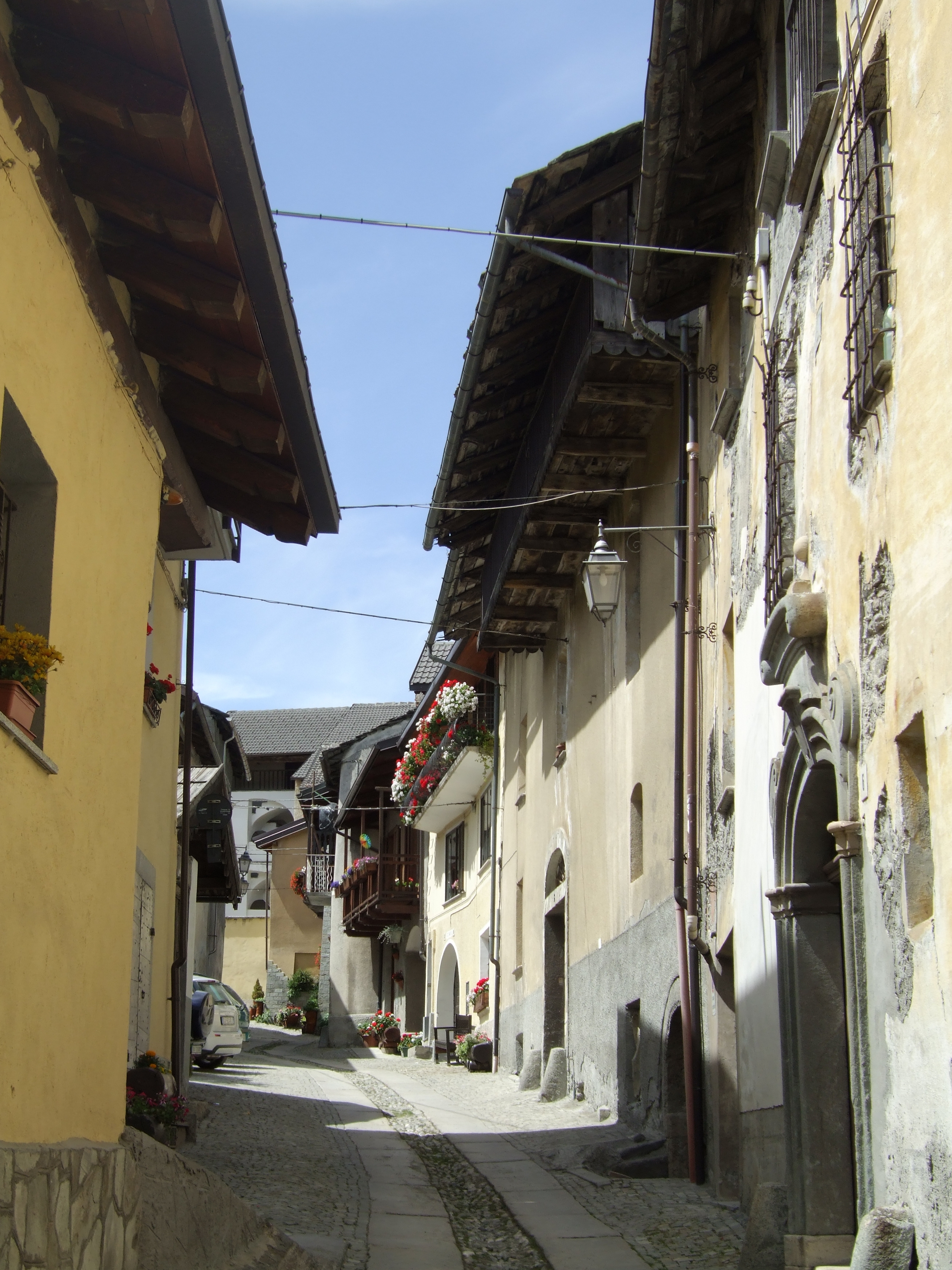
Blick auf das historische Zentrum von Salbertrand
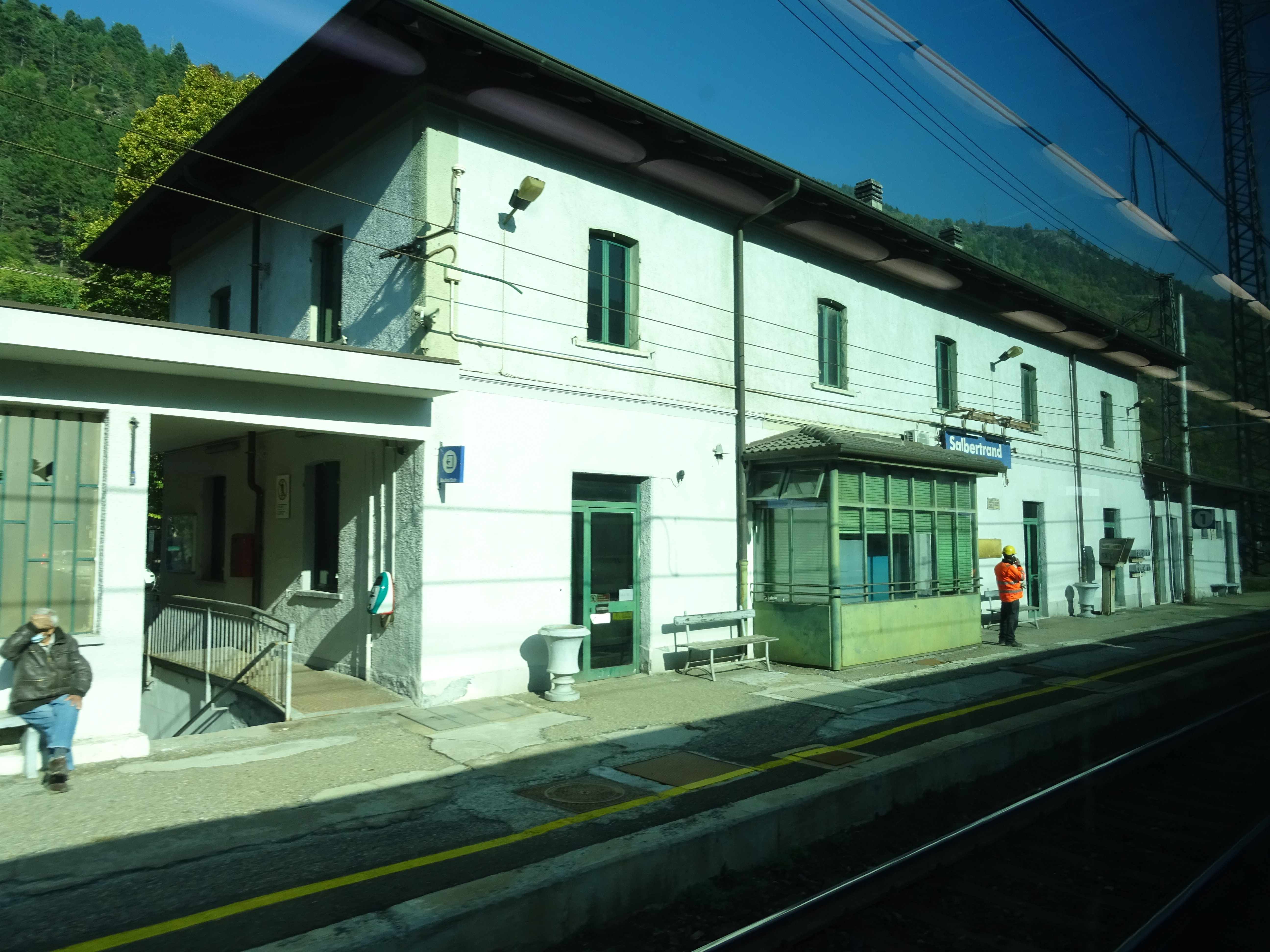
Bahnhof
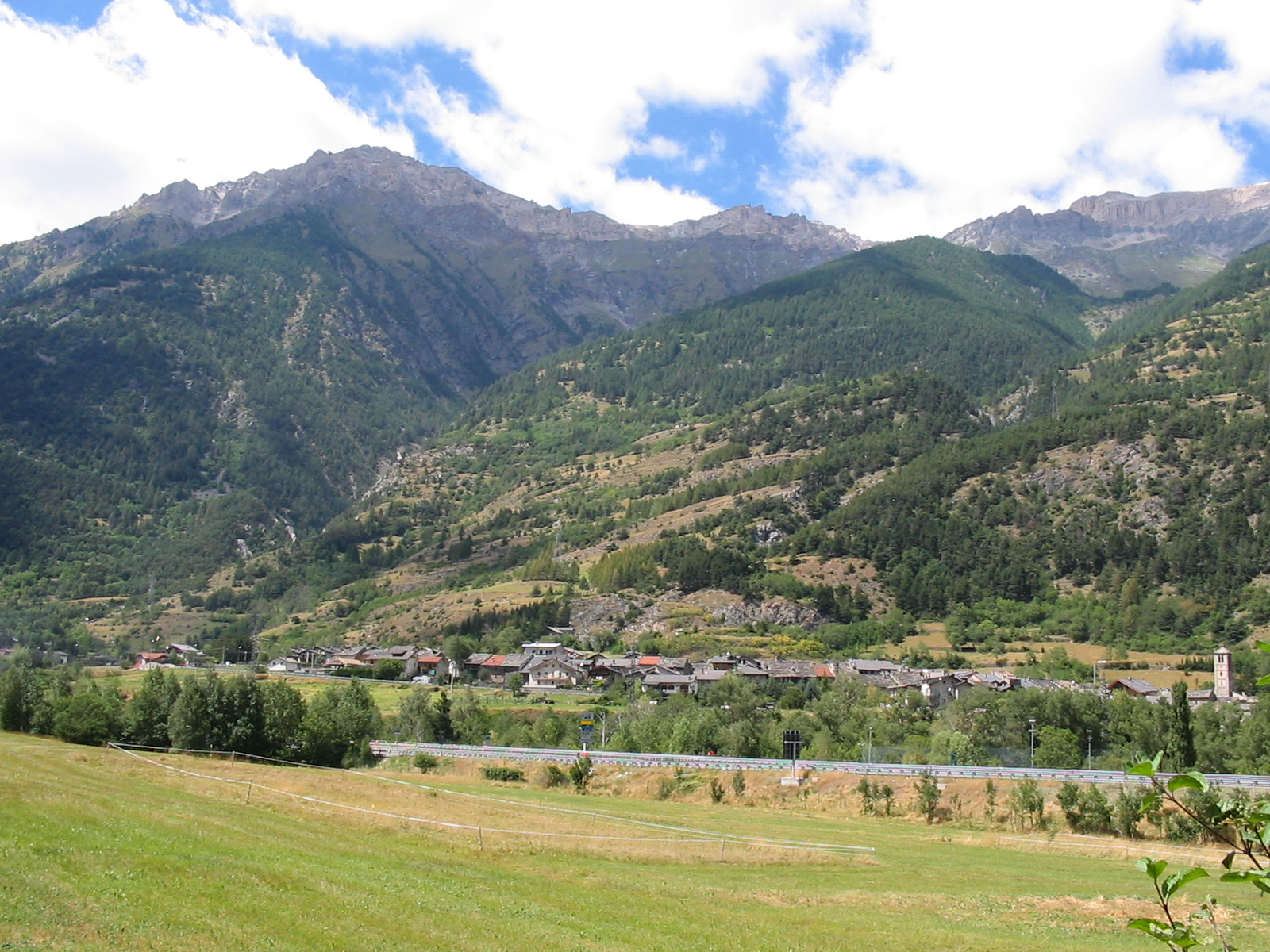
Salbertrand
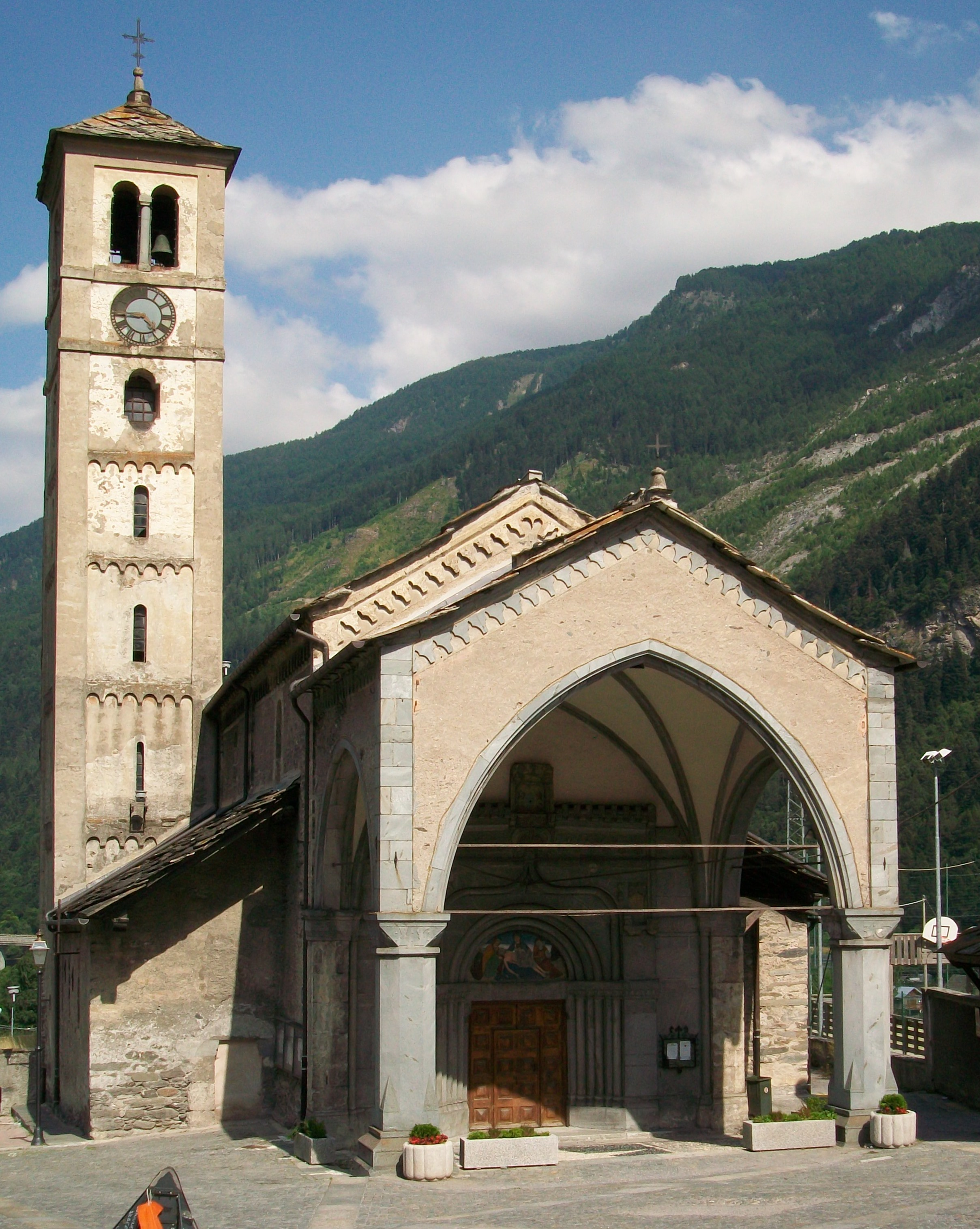
Kirche San Giovanni